# John Vardy
John Vardy (Durham, febbraio 1718 – Londra, 17 maggio 1765) è stato un architetto inglese collegato al Royal Office of Works dal 1736.
Era uno stretto seguace dell'architetto neopalladiano William Kent.

## Biografia
John Vardy era nato in una semplice famiglia di lavoratori a Durham. La sua prima formazione non è nota. La sua carriera presso l'Office of Works, che richiese la maggior parte della sua attenzione per tutta la vita, iniziò nel maggio 1736, quando fu nominato Clerk of the Works al Greenwich Hospital. Fu impiegato nei lavori a Hampton Court Palace, dal gennaio 1745 al 1746, a Whitehall, Palazzo di Westminster e St James's Palace, dicembre 1746-1754 e a Kensington Palace, luglio 1754-1761. Lavorò anche come Clerk of the Works al Chelsea Hospital e come Surveyor al Mint.
I suoi rapporti con William Kent, il suo capo al Board of Works, iniziarono intorno al 1736 e rimasero stretti. Vardy preparò per la pubblicazione il classico del revival palladiano, Some Designs of Mr. Inigo Jones and Mr. William Kent, 1744. Ridisegnò e incise il disegno di Kent della Great Hall a Hampton Court ed elaborò gli ambiziosi progetti di Kent per le nuove Houses of Parliament, sotto la direzione dello stesso. Dopo la morte di Kent, Vardy e Thomas Robinson portarono a termine il lavoro a Horse Guards, a Whitehall. Vardy pubblicò incisioni della pianta e dell'elevazione da lui rielaborate.
La routine di Vardy all'Office of Works limitò il suo tempo da dedicare ai clienti privati. I suoi edifici londinesi hanno per lo più subito il destino delle costruzioni cittadine e sono stati demoliti. La sua opera più importante sopravvissuta è Spencer House, dove, ironia della sorte, la fama principale è ottenuta dai primissimi interni neoclassici del piano superiore, opera di James "Athenian" Stuart.
Per Joseph Damer, I conte di Dorchester, probabilmente progettò la Dorchester House, Park Lane, iniziata nel 1751-1752. Espose progetti per interni alla Society of Artists, 1764 e la casa fu demolita nel 1849.
Il testamento di Vardy menziona suo fratello Thomas Vardy, intagliatore in Park Street, Grosvenor Square, e suo figlio, John Vardy, Jr. che succedette al padre come ispettore della Royal Mint. Rimodellò e ampliò la Queensberry House di Giacomo Leoni a Burlington Gardens, per Henry Paget, I conte di Uxbridge, nel 1785-1789; come Uxbridge House sopravvive, ospitando la Royal Bank of Scotland.
Sua figlia Sarah sposò lo scultore Richard Westmacott (il Vecchio).

## Galleria di opere architettoniche

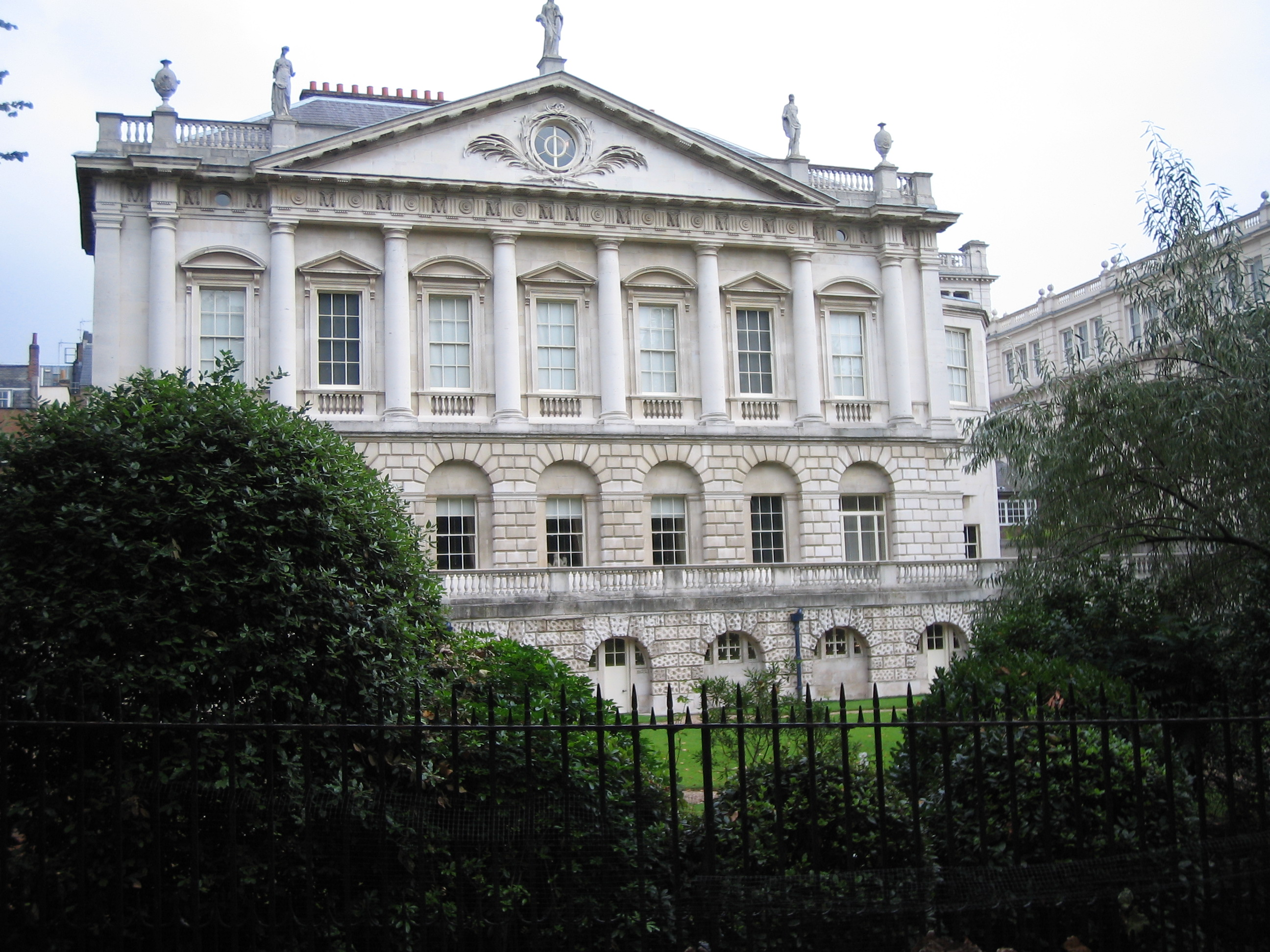
Spencer House, fronte ovest
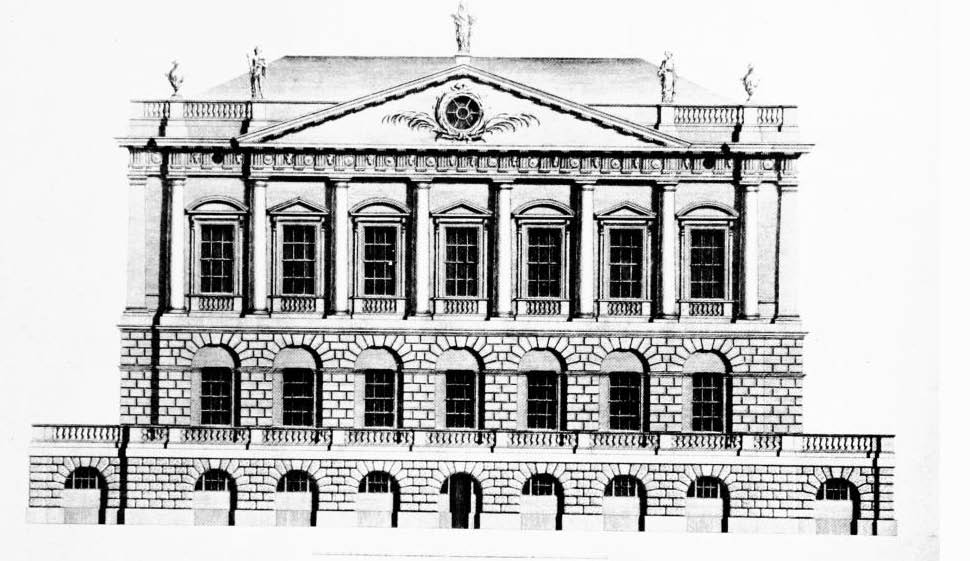
Spencer House, fronte ovest
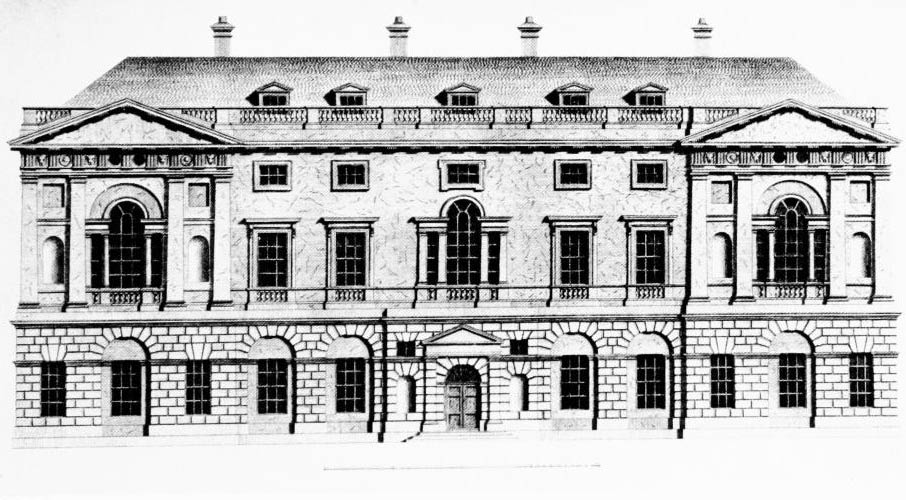
Spencer House, fronte nord
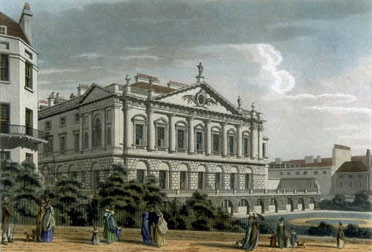
Spencer House, 1800 ca